# Livraria Nobel
A Livraria Nobel é uma empresa brasileira fundada em São Paulo no ano de 1943 pelo italiano Cláudio Milano . A rede de franquias Nobel oferece aos seus clientes o melhor do mercado literário, além de papelaria e presentes em suas  mais de 220 lojas espalhadas pelo Brasil e no exterior.

## Crescimento
A rede de franquias Nobel teve um avanço em seu crescimento a partir do ano de 1992, quando o sistema de Franchising foi escolhido para expandir seus negócios. Em 1998 a Nobel resolveu aderir ao conceito de "mega stores" e abriu sua primeira mega store proporcionando aos seus clientes uma maior quantidade de produtos além de diversas opções de lazer e cultura. Em 2001 a Nobel criou um modelo de loja compacta que pode funcionar em pontos alternativos tais como hospitais, lojas de conveniência, postos de gasolina, grandes condomínios, clubes, empresas, universidades, hipermercados, entre outros estabelecimentos. Hoje a empresa possui formatos exclusivos para o público infantil (Nobel Kids) e de conveniência (Nobel Conveniência).

## Premiações
A rede de livrarias Nobel foi considerada pela revista PEGN - Pequenas Empresas & Grandes Negócios) a melhor franquia de livrarias/ lazer do Brasil nos anos (2006, 2007, 2008, 2009, 2012 e 2013).
E é associada há 20 anos na ABF (Associação Brasileira de Franchising), entidade referência nacional no mercado.

## Lojas
Atualmente a Nobel conta com mais de 220 lojas no Brasil e exterior.